# Orphelana perplexa
Orphelana perplexa är en kräftdjursart som beskrevs av Bruce 1981. Orphelana perplexa ingår i släktet Orphelana och familjen Cirolanidae. Inga underarter finns listade i Catalogue of Life.